# بات سومرفيل
بات سومرفيل هو سياسي أمريكي، ولد في 11 أبريل 1980 في ديربورن في الولايات المتحدة. انتخب عضو مجلس نواب ميشيغان ‏.